# Gerhard Meyer (Diplomat)
Gerhard Meyer (* 13. Oktober 1930; † 2010) war ein Diplomat der DDR.

## Leben
Nach einer Lehrausbildung zum Maschinenschlosser arbeitete Meyer seit 1951 im Zentralrat der FDJ. Von 1961 bis 1966 studierte er Wirtschaftswissenschaften an der Humboldt-Universität zu Berlin und promovierte zum Dr. rer. oec. Von 1966 bis 1971 war er Mitarbeiter beim ZK der SED und von 1971 bis 1972 stellvertretender Leiter des Presseamtes beim Vorsitzendes des Ministerrates. Von 1972 bis 1973 leitete er die Abteilung Journalistische Beziehungen im Ministerium für Auswärtige Angelegenheiten der DDR (MfAA). Von 1975 bis 1986 arbeitete er als Mitarbeiter und später als Sektorenleiter in der Hauptabteilung Grundsatzfragen und Planung und später als stellvertretender Leiter der Abteilung Internationale Ökonomische Organisationen im MfAA. Von 1986 bis 1990 war er Ständiger Vertreter bei den Vereinten Nationen und anderen internationalen Organisationen in Wien im Rang eines Botschafters.

## Auszeichnungen
- Vaterländischer Verdienstorden in Bronze (1969)